# 相生森林文化公園
相生森林文化公園（あいおいしんりんぶんかこうえん）は、徳島県那賀郡那賀町にある公園。愛称はあいあいらんど。とくしま88景選定。

## 概要
森林の魅力を楽しんでもらうために開設された公園で、手作り木工作が楽しめる森林工房や木の遊具広場、テニスコート、キャンプ場、バーベキュー場、ステージなどの施設が整備されている。
園内には約1万株のアジサイが植えられており、ほかにもサクラや紅葉などが見どころである。

## 施設
- 森林工房 - 要予約。
- 木の遊具広場
- テニスコート
- キャンプ場
- バーベキュー場
- 野外ステージ

ほか

## 交通
- 徳島自動車道「徳島インターチェンジ」より車で約2時間。
- JR牟岐線北河内駅より車で約35分。